# Soyagaon
Soyagaon es una ciudad censal situada en el distrito de Nashik en el estado de Maharashtra (India). Su población es de 34341 habitantes (2011). Se encuentra a 100 km de Nashik.

## Demografía
Según el censo de 2011 la población de Soyagaon era de 34341 habitantes, de los cuales 18070 eran hombres y 16271 eran mujeres. Soyagaon tiene una tasa media de alfabetización del 91,72%, superior a la media estatal del 82,34%: la alfabetización masculina es del 94,90%, y la alfabetización femenina del 88,26%.